# Нільс Еден
Нільс Еден (швед. Nils Edén; 25 серпня 1871; Пітео — 16 червня 1945; Стокгольм) — шведський історик та ліберальний політик, прем'єр-міністр Швеції у 1917—1920 роках. Поряд з соціал-демократом Карлом Брантінгом вважається натхненником остаточного переходу Швеції від абсолютної монархії до парламентської демократії та введення виборчого права для жінок.

## Біографія

### Ранні роки
Еден народився в Пітео, провінція Норрботтен, в родині директора школи. Середню школу закінчив у Лулео, після чого в 1889 році вступив в Уппсальський університет. У 1899 році отримав ступінь доктора філософії і став доцентом на кафедрі історії в тому ж університеті. Спеціалізувався в історії Швеції XVI і XVII століть, а також публікував роботи про Шведсько-норвезьку унію. Його дисертація, Om centralregeringens organisation under den äldre Vasatiden 1523—1594 («Організація центральної влади в пізній період династії Васа 1523—1594»), був удостоєна премії Гейера.

### Викладацька діяльність
З 1899 року Нільс Еден викладав історію в Уппсальському університеті. У 1903 році він отримав посаду екстраординарного професора, посаду ординарного професора — у 1909 році. На цій посаді він перебував до 1920 року, коли став губернатором Стокгольмського лена. У той же час він виступав як ліберальний політик, публікуючи статті з актуального на початку 1890-х років питання союзу з Норвегією, і доводив студентам Уппсали переваги введеної в 1901 році військової повинності перед системою індельти, а також агітував на користь введення загального виборчого права, яке пов'язував зі загальним військовим обов'язком.

### Політична кар'єра
У 1908 році Еден був обраний депутатом другої палати Риксдагу. У 1911 році він увійшов до конституційний комітет. У 1912 році, коли представник ліберальної партії Карл Стофф став прем'єр-міністром, Еден отримав посаду голови ліберальної коаліції в другій палаті. Після смерті Стоффа в 1915 році Еден очолив лібералів. Він належав до праволіберального крила, розділяючи праві позиції з питань оборони і не підтримуючи лібералів в питаннях тверезості і свободи церкви. Лідером правих був Карл Густав Екман. Після виборів 1917 року, які опинилися успішними як для соціал-демократів, так і для лібералів, пропозиція сформувати кабінет міністрів першим отримав представник ліберал-консерваторів Йохан Видно, якому не вдалося створити коаліцію. Після цього пост прем'єр-міністра був запропонований Едену, який сформував коаліційний уряд з соціал-демократами, віддавши пост міністра фінансів їхньому лідеру, Карлу Брантінгу.
Едену вдалося провести через парламент закон про загальне виборче право. Страх перед революцією, під враженням від подій в Росії, післявоєнної Німеччини та інших країнах, підштовхнули суспільство до подальшої демократизації, і в 1921 році, з першої спроби, парламент прийняв новий закон.
Уряд Едена пішов у відставку в 1920 році, після остаточного вирішення питання про вступ Швеції в Лігу Націй.
Після відставки Еден був призначений губернатором лена Стокгольм. На цій посаді він залишався до 1938 року, одночасно засідаючи в парламенті. Однак його заперечення проти сухого закону призвели до того, що близько третини членів ліберальної коаліції її покинули і створили в 1923 році нову партію.